# Rick Evers
Rick Evers (Erp, 23 september 1987) is royaltyverslaggever, auteur, podcastmaker en Koninklijk Huis-deskundige 
voor onder meer publieke en commerciële omroepen en de magazines Vorsten en Royalty. Hij schreef de bestseller Máxima, Meer dan Majesteit, 'een standaardwerk over het werk en leven van de koningin,' aldus Blauw Bloed-presentator Jeroen Snel. Wekelijks presenteert hij de enige Nederlandse koningshuispodcast Royal Tea. 

## Loopbaan
Na zijn studie aan de Fontys Hogeschool voor Journalistiek startte hij zijn loopbaan als koningshuis-verslaggever bij tijdschrift Royalty. Later schreef hij ook voor onder meer tijdschrift Vorsten, het Engelstalige tijdschrift The Crown en Elegance. Hij interviewde tal van royals uit binnen- en buitenland, zoals de Deense koningin Margrethe en de Zweedse koning Carl Gustaf. In april 2021 verscheen bij uitgeverij Nieuw Amsterdam 'Máxima, Meer dan Majesteit', zijn boek over koningin Máxima, waarvoor hij haar een jaar lang van nabij volgde en exclusief met de koningin en haar naaste medewerkers mocht spreken. Bij dezelfde uitgever verscheen de biografie Koningin Elizabeth II van de gerenommeerde biograaf Sally Bedell Smith, waaraan Evers medewerking verleende voor het schrijven van de epiloog, waarin hij zijn licht schijnt op de laatste jaren van de Britse vorstin. Wekelijks presenteert hij voor Libelle TV het programma Libelle Royal over koningshuizen over de hele wereld.
Door zijn expertise wordt hij gevraagd voor bijdragen in diverse kranten en programma's op radio en televisie, zoals op NPO Radio 1 tijdens Koningsdag en vaste bijdragen in uiteenlopende uitzendingen van Blauw Bloed tot Vandaag Inside en bij Ruud de Wild op NPO Radio 2. Zijn medewerking aan het Belgische tv-programma Royalty op VTM veroorzaakte ophef in België en Nederland, toen het even leek dat hij het officiële account van het Belgische koningshuis had gehackt.. In 2019 was hij ook het royalty-gezicht van het programma 6 Inside, dat op SBS6 werd uitgezonden en Albert Verlinde een van de deskundigen was.
Evers kwam eind november 2023 wereldwijd in het nieuws omdat hij als eerste publiceerde dat de naam van koning Charles in de Nederlandse vertaling van het boek Eindstrijd werd vermeld als de persoon die zich afvroeg 'hoe donker' de huidskleur van zijn kleinzoon Archie zou worden. Prins Harry en zijn vrouw Meghan wilden in het interview met Oprah Winfrey geen naam vermelden en het zou volgens schrijver Omid Scobie abusievelijk in het boek terecht zijn gekomen en alleen in de Nederlandse vertaling. 
De royaltyverslaggever maakt sinds begin 2024 de podcast Royal Tea. Dat doet hij samen met jonkvrouwe Odilia de Ranitz, voormalig ambassadeursvrouw. In de podcast zijn onder meer prins Pieter-Christiaan en prinses Margarita te gast geweest, maar ook de directeur van het Kabinet van de Koning, historici en betrokkenen bij het Koninklijk Huis.
Tegen Marc van der Linden, zijn voormalige hoofdredacteur bij het magazine Royalty, spande Evers in 2024 een kort geding aan. Op X had Van der Linden posts geschreven die volgens Evers een vorm van laster en smaad waren. De rechter oordeelde op 24 april 2024 dat de kwetsende berichten over en weer moesten stoppen, maar ging niet mee in Van der Lindens eis dat Evers zich niet meer publiekelijk over hem mocht uitlaten.
In 2025 was Evers te zien als panellid in het televisieprogramma Ranking the Stars.

## Persoonlijk
Evers had van 2017 tot 2019 een relatie met Editie NL-presentator Robbie Kammeijer. Hij woont in 's-Hertogenbosch en is sinds november 2019 lid van de Raad van toezicht van Theaterfestival Boulevard.

## Publicaties
- Máxima, Meer dan Majesteit; Nieuw Amsterdam, 2021.
- Sally Bedell Smith - Koningin Elizabeth II: De biografie, Nieuw Amsterdam, 2022 - epiloog. Vertaling van Elizabeth the Queen: The Life of a Modern Monarch (2012).